# Antigua estación de San Bernardo (Sevilla)
Sevilla-San Bernardo, también conocida popularmente como estación de Cádiz, fue una estación de ferrocarril situada en el municipio español de Sevilla que estuvo operativa entre 1902 y 1991. Tomaba su nombre por encontrarse localizada en el barrio de San Bernardo, dentro del distrito de Nervión. 
Construida originalmente por la Compañía de los Ferrocarriles Andaluces, las instalaciones entraron en servicio en 1902. Desde muy pronto se convirtió en una de las principales estaciones ferroviarias de la capital hispalense, disponiendo de servicios ferroviarios que la enlazaban con Cádiz, Jerez de la Frontera, Marchena, Bobadilla, Málaga o Granada. Debido a su importancia llegó a contar con cocheras para locomotoras. En la práctica San Bernardo ejercía como la cabecera de la línea Sevilla-Cádiz, por lo que acabó siendo conocida coloquialmente como la «estación de Cádiz». Con posterioridad las instalaciones ferroviarias pasarían a manos de RENFE, que las gestionó hasta su clausura en 1991. Las vías fueron levantadas y el recinto quedó semi-desmantelado.
En la actualidad el antiguo edificio de viajeros ha sido rehabilitado, acogiendo un gimnasio y un mercado.

## Historia

### Orígenes y construcción
Hacia 1860, con la finalización de las obras del ferrocarril Jerez-Sevilla, en la capital hispalese se había inaugurado una primitiva estación situada en la zona de San Bernardo para atender el tráfico ferroviario. Más adelante, la línea Sevilla-Cádiz se integraría en la red férrea de la compañía «Andaluces».

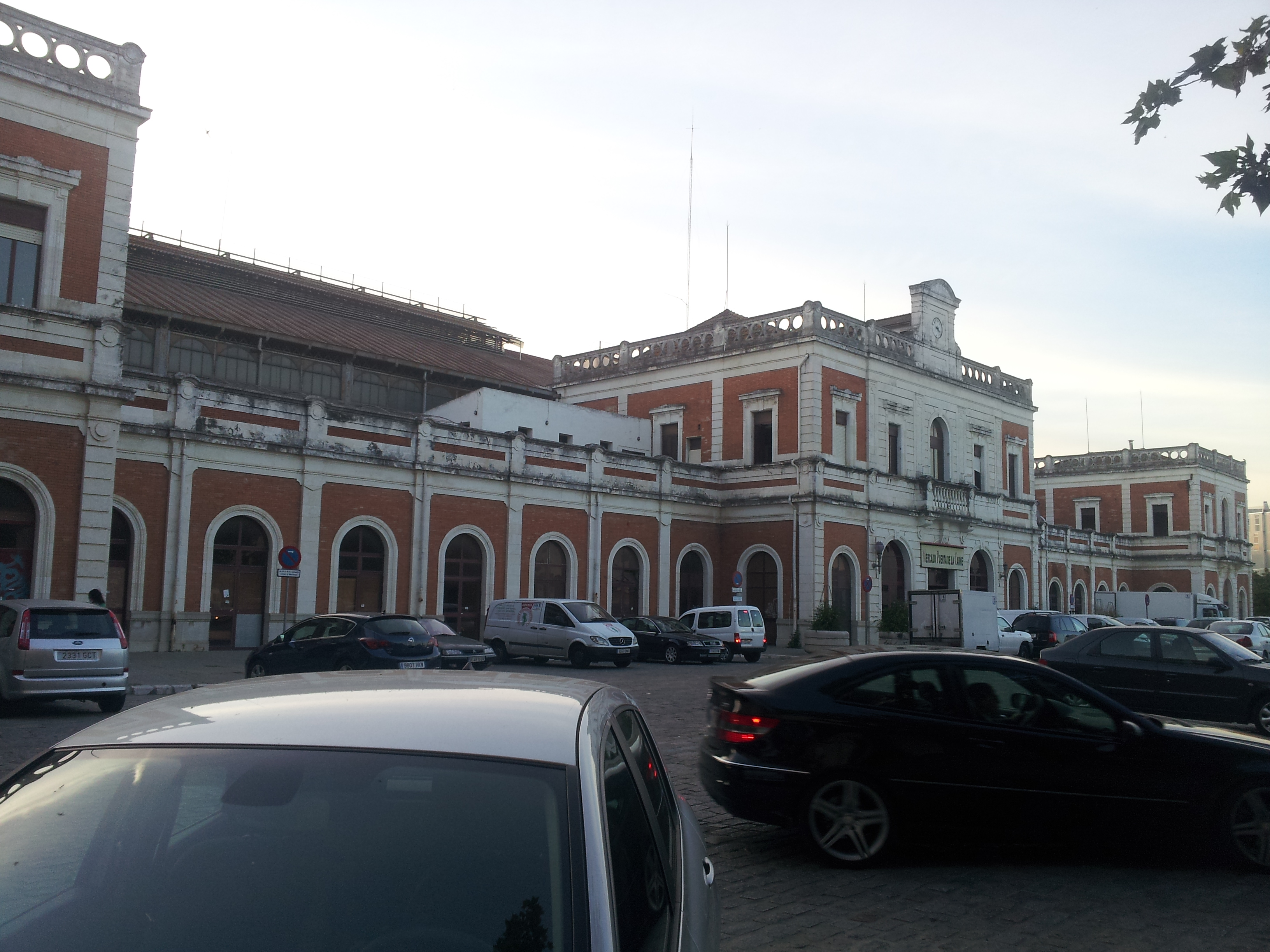
Fachada principal de la antigua estación de San Bernardo (2013).

La Compañía de los Ferrocarriles Andaluces propondría la construcción de una nueva estación, propuesta que sería aprobada en julio de 1889 por las autoridades. El proyecto de estación era del ingeniero Agustín Juberd, con fecha de 1901. Las obras transcurrieron con cierta celeridad, inaugurándose las instalaciones en 1902. 
El trazado de la línea ferroviaria que llegaba a esta estación, dividía la ciudad, por lo que fue necesario acometer la construcción de tres puentes para permitir el tráfico entre ambas partes, los desaparecidos puentes de la calle Oriente, y el de la Enramadilla, y el preservado puente de San Bernardo. El enlace desde San Bernardo con la estación de Plaza de Armas y la línea Córdoba-Sevilla —ambas propiedad de la compañía MZA— se realizaba a través de la llamada estación de Empalme, situada en la zona de San Jerónimo.
La estación contaba con destinos a Cádiz, Jerez de la Frontera, Granada o Málaga. Desde San Bernardo también salían inicialmente los trenes de la línea Sevilla-Alcalá-Carmona, que entró en servicio en 1873, si bien a partir de 1902 este tráfico se desviaría a la pequeña estación de Enramadilla —construida en las cercanías de San Bernardo—. Nuevamente, a partir de 1952 (tras la clausura de Enramadilla), los servicios ferroviarios hacia Alcalá y Carmona volverían a partir desde la estación de San Bernardo.

### Los años de RENFE
En 1936, durante la Segunda República, «Andaluces» fue incautada por el Estado debido a sus problemas económicos y asignada la gestión de sus infraestructuras a la Compañía Nacional de los Ferrocarriles del Oeste. Esta situación no duró mucho, ya que en 1941 —tras la Guerra Civil y la nacionalización de todos los ferrocarriles de ancho ibérico— la estación de San Bernardo pasó a manos de la recién creada RENFE junto al resto de infraestructuras ferroviarias de Sevilla.  
Desde entonces, la estación de Plaza de Armas, al ser una estación en fondo de saco, se convirtió en destino de los trenes cuyo recorrido nace o muere en Sevilla, mientras que San Bernardo era la estación en la que paraban los trenes que solo atravesaban Sevilla. El Plan de Enlaces Ferroviarios de Sevilla, de 1971, preveía la reorganización de la red férrea que existía en Sevilla y la supresión de varias estaciones —entre ellas, San Bernardo—. Esto no se materializaría hasta comienzos de la década de 1990, con las obras que se realizaron de cara a la Exposición Universal de 1992. En septiembre de 1990, tras el cierre de la estación Plaza de Armas, en San Bernardo se concentró el tráfico ferroviario de Sevilla, situación que se mantuvo hasta su cierre en el 2 de mayo de 1991, llegando desde entonces los trenes a Sevilla a la estación de Santa Justa. 

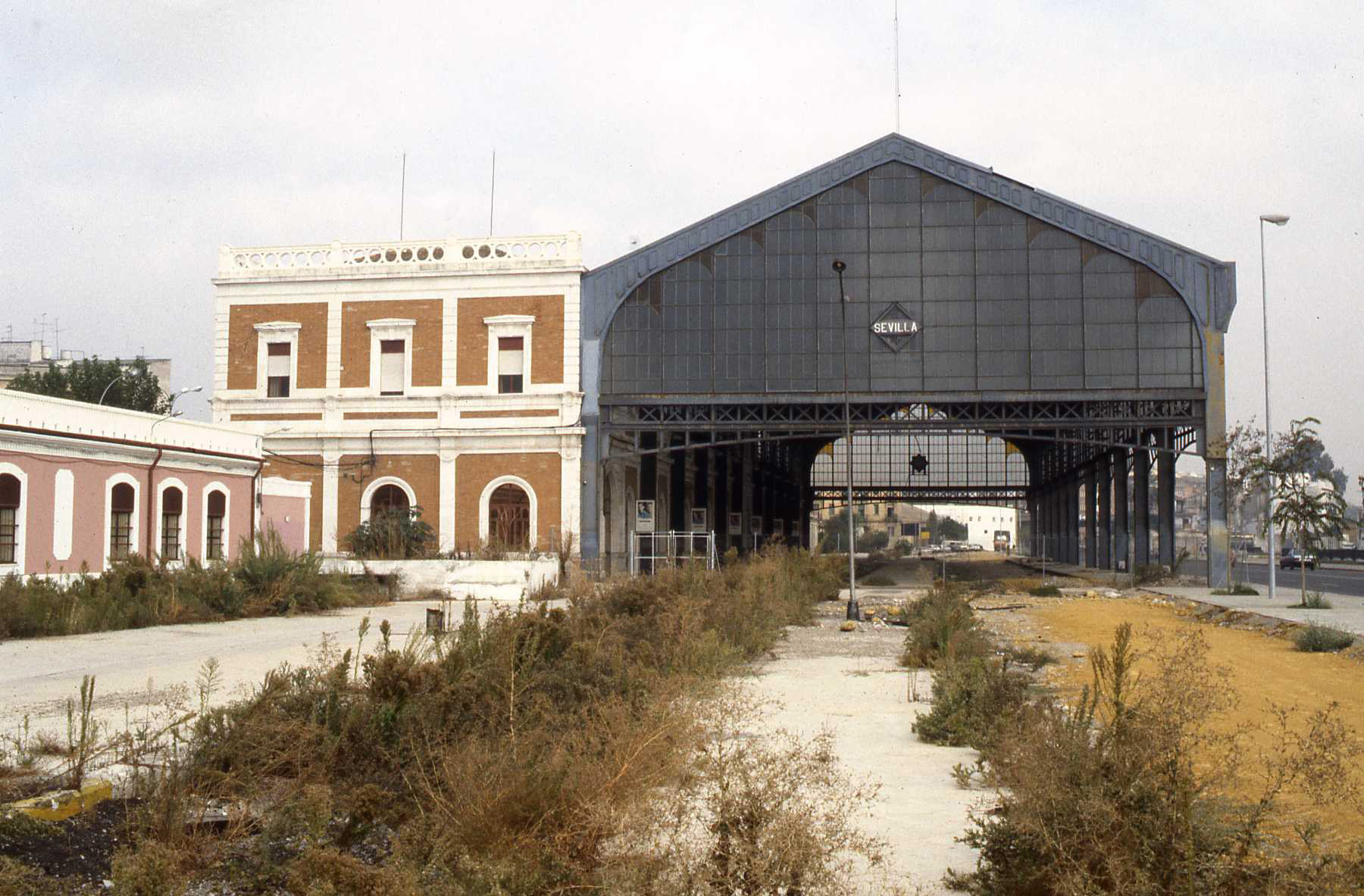
Aspecto de la estación en 1992, tras el levantamiento de vías.

Tras su cierre, fue destinada inicialmente a oficinas de RENFE, y posteriormente, tras algún tiempo sin uso, y con distintos proyectos para el edificio, pasó a ser la sede provisional del mercado de abastos de la Puerta de la Carne en 1999 por un plazo de 14 meses, para tiempo después ser reconstruido para formar parte del campus urbano de la Universidad de Sevilla. En el entorno de la estación fue construida la nueva estación de San Bernardo, dedicada principalmente a Cercanías.

## Características
A diferencia de la estación de Sevilla-Plaza de Armas, que es de estilo neomudéjar, la estación de Cádiz es de estilo clásico, con arcos de medio punto, pilastras y balaustradas clásicas. También al contrario de lo que sucedía con Plaza de Armas, en la de San Bernardo los trenes discurrían en paralelo a la entrada del edificio. Además del edificio de viajeros, el complejo ferroviario disponía de numerosas instalaciones: varios muelles de carga —uno cubierto y otro descubierto—, una amplia playa de vías —con vías tanto de servicio como de apartadero—, carboneras, aguadas y depósitos de agua, talleres, dormitorios de ferroviarios, oficinas para administración, etc. Sevilla-San Bernardo llegó a contar con una reserva de locomotoras, la cual disponía de cocherones para las máquinas —con siete vías bajo cubierta— y una rotonda giratoria de 14 metros de diámetro. Ya bajo RENFE el principal depósito de locomotoras de Sevilla sería el de San Jerónimo, construido originalmente por MZA.